# Heinz Imboden
Heinz Imboden (Bleienbach, 4 januari 1962) is een voormalig Zwitsers wielrenner. Hij vertegenwoordigde zijn vaderland bij de Olympische Spelen in 1984.

## Belangrijkste overwinningen
1984
- Circuit des Ardennes

1986
- proloog GP Tell
- 3e etappe GP Tell
- Eindklassement GP Tell

1989
- Giro del Lago Maggiore

1995
- Giro del Trentino

## Resultaten in voornaamste wedstrijden
| Jaar | Ronde van Italië | Ronde van Frankrijk | Ronde van Spanje |
| ---- | ---------------- | ------------------- | ---------------- |
| 1985 | 70e              |                     |                  |
| 1986 | 61e              |                     |                  |
| 1987 |                  | opgave              |                  |
| 1989 |                  | opgave              |                  |
| 1991 |                  |                     |                  |
| 1993 | 17e              |                     |                  |
| 1994 | opgave           |                     |                  |
| 1995 | 8e               |                     |                  |
| 1996 | 50e              | opgave              |                  |

| Jaar | Milaan-San Remo | Gent-Wevelgem | Ronde van Vlaanderen | Amstel Gold Race | Luik-Bast.‑Luik | Ronde van Lombardije | Rund um den Henninger-Turm | Waalse Pijl |  | WK op de weg |
| ---- | --------------- | ------------- | -------------------- | ---------------- | --------------- | -------------------- | -------------------------- | ----------- |  | ------------ |
| 1985 | 57e             |               |                      |                  | 44e             | 23e                  |                            | 71e         |  | 41e          |
| 1986 | 96e             | 4e            |                      |                  | 10e             |                      |                            | 55e         |  |              |
| 1987 | 147e            | 69e           | 66e                  |                  |                 |                      |                            |             |  |              |
| 1989 |                 |               |                      |                  |                 |                      |                            |             |  |              |
| 1991 |                 |               |                      |                  | 86e             | 52e                  |                            |             |  | 19e          |
| 1993 | 82e             |               | 68e                  |                  |                 | 50e                  | 4e                         |             |  |              |
| 1994 |                 |               |                      | 33e              |                 |                      |                            |             |  |              |
| 1995 |                 | 57e           | 65e                  | 14e              | 9e              |                      |                            | 9e          |  |              |
| 1996 |                 |               |                      |                  |                 |                      |                            |             |  |              |